# Cantone di Pouillon
Il Cantone di Pouillon era una divisione amministrativa dell'arrondissement di Dax.
È stato soppresso a seguito della riforma complessiva dei cantoni del 2014, che è entrata in vigore con le elezioni dipartimentali del 2015.
Comprendeva i comuni di:
- Cagnotte
- Estibeaux
- Gaas
- Habas
- Labatut
- Mimbaste
- Misson
- Mouscardès
- Ossages
- Pouillon
- Tilh